# 桑原未代子
桑原 未代子（くわはら みよこ、1931年 - 2015年1月8日）は、日本の歯科医師、歯学者。元大垣女子短期大学教授、元藤田学園保健衛生大学助教授。

## 経歴
1957年日本歯科大学卒業、1961年東京医科歯科大学大学院修了。以後、愛知学院大学歯学部講師、財団法人ライオン歯科衛生研究所付属ライオンファミリー歯科診療所小児歯科主任を経て1974年大垣女子短期大学教授に就任、1986年藤田学園保健衛生大学助教授。
井上直彦、伊藤学而らとともに、宮古・石垣地域の無歯科医地区の乳幼児歯科保健活動などに従事した。

## 著作
- 黒須一夫、長坂信夫、桑原未代子 著、黒須一夫 編『現代小児歯科学 : 基礎と臨床』医歯薬出版、1974年3月。 NCID BN01340837。
- 桑原未代子『最新小児歯科アトラス』監修 岡本清纓、医歯薬出版、1977年4月。 NCID BN01345036。
- 黒須一夫、長坂信夫、桑原未代子 著、黒須一夫 編『現代小児歯科学 : 基礎と臨床』医歯薬出版、1978年12月。 NCID BN15425687。
- 井上直彦、桑原未代子 編『こどもの歯科』医歯薬出版〈月刊「歯界展望」別冊〉、1979年7月。 NCID BA80981482。
- 小野博志、桑原未代子 編『永久歯萌出期の歯科』医歯薬出版〈月刊「歯界展望」別冊〉、1984年2月。 NCID BN09970974。
- 桑原未代子 他『講座　歯科技工アトラス』 7巻、医歯薬出版、1984年6月。 NCID BN01787216。
- 桑原未代子『6歳臼歯と12歳臼歯の話（歯科臨床ビデオセミナー, 9）』（ビデオレコード）学研、1984年。NCID BA6305038X。
- 桑原未代子 著「基礎編 第3章 関連領域からみた顎関節症 小児歯科領域からみた顎関節症」、藍稔、岡達 編『顎関節症の臨床』医歯薬出版〈月刊「歯界展望」別冊〉、1989年6月。 NCID BN05630861。
- 桑原未代子 著「第6章 顎関節症 小児 総説 若年発症顎関節症の発症要因を考える」、藍稔、岡達 編『顎関節症　治療のポイント50』医歯薬出版〈月刊「歯界展望」別冊〉、1990年8月。 NCID BN09925787。
- 黒須一夫、長坂信夫、桑原未代子、土屋友幸、福田理、今村基尊、松村祐 著、黒須一夫 編『現代小児歯科学 基礎と臨床』（第5版）医歯薬出版、1994年2月。ISBN 978-4-263-40312-9。 NCID BN10901899。
- 『むし歯 : 気になる子どもの保健指導マニュアル』監修 桑原未代子、ぱすてる書房、1994年5月。ISBN 4938732084。 NCID BN11600617。
- 佐々竜二、桑原未代子 著「第1章　歯に関連した外傷 1-1 歯の破折」、泉, 廣次、斎藤, 毅、腰原, 好 編『［5］外傷』医歯薬出版〈歯科診療の実際〉、1997年6月。ISBN 4263453069。 NCID BA31709162。

## 所属団体
- 国際歯科学士会日本部会 終身フェロー